# Prodrive
Prodrive Ltd. é um grupo de engenharia automotiva e automobilística sediado em Banbury, Oxfordshire, Inglaterra. Desenha, constrói e gerencia carros para empresas e equipes como Subaru e Aston Martin. Sua divisão de tecnologia automotiva baseado em Warwick provê projetos de automóveis e consultoria em engenharia para diversos fabricantes de carros.
A empresa é provavelmente mais conhecida por seu envolvimento no Campeonato Mundial de Rali com o Subaru World Rally Team. Além de sua vitória nas 24 horas de Le Mans em 2007 na categoria GT1 com um Aston Martin DBR9 (carro cujo fabricante é controlado por um consórcio liderado por David Richards, fundador da Prodrive).

## Campeonato Mundial de Rali

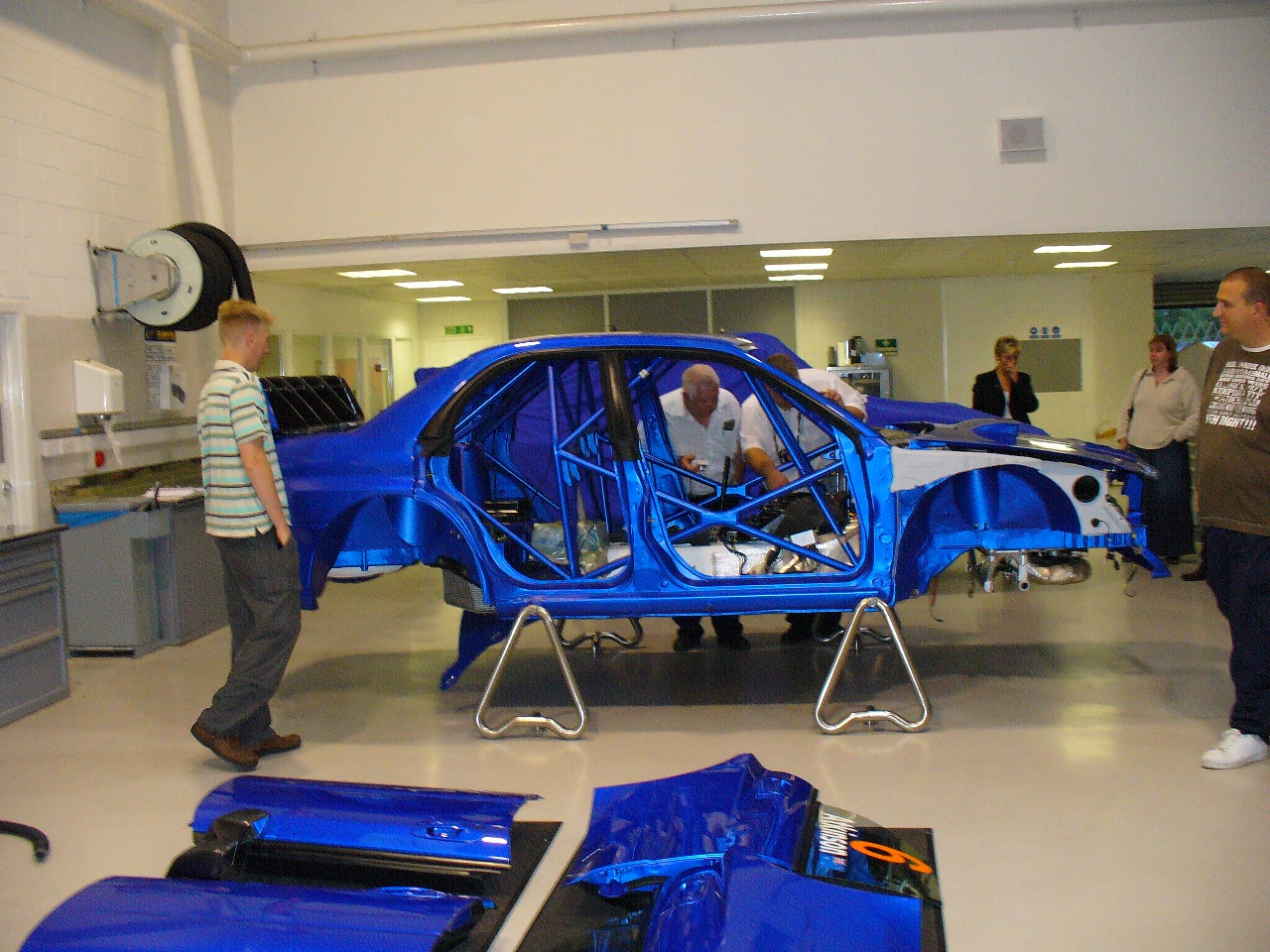
Impreza WRC de Atkinson sendo preparado para o Rali do Chipre de 2006

Em 1990 a Prodrive começou uma longa e bem-sucedida parceria com a Subaru, formando a Subaru World Rally Team. A Prodrive ficou encarregada de gerenciar a operação de rali da fabricante japonesa, conquistando três títulos de pilotos e três de construtores. Iniciado com o Subaru Legacy, o programa alcançou um sucesso moderado no Campeonato Mundial de Rali (WRC) com os pilotos Colin McRae e Ari Vatanen. A primeira vitória da Subaru no WRC foi conquistada por McRae com o Legacy durante o Rali da Nova Zelândia de 1993. A mudança para o Subaru Impreza, menor e mais ágil, tornou a empresa conhecida nos ralis. McRae venceu o campeonato de pilotos em 1995, feito repetido pelo inglês Richard Burns em 2001 e pelo norueguês Petter Solberg em 2003.
As cores azul e amarelo fortemente associadas à Subaru em competições de rali é uma referência à época em que a equipe era patrocinada pela 555, uma marca de cigarros da British American Tobacco popular na Ásia. Essa relação foi de certa forma ressuscitada quando David Richards comandou a equipe British American Racing na Fórmula 1.

## Fórmula 1
A Prodrive F1 Team seria a nova equipe de Fórmula 1 da Prodrive Ltd. que iria entrar na temporada 2009. A nova equipe teria David Richards como proprietário.
Em 28 de abril de 2006, a Prodrive recebeu oficialmente sua entrada na Fórmula 1, quando a FIA anunciou a lista de participantes da temporada de Fórmula 1 de 2008.  No entanto, após maiores esclarecimentos sobre as regras que envolvem o uso de carros clientes e a consequente proibição do uso de chassis clientes desde o início da temporada 2009, a tentativa de entrar na competição por meio da utilização de um carro cliente foi abandonada. Richards afirmou anteriormente que a entrada como um construtor independente seria proibitivamente cara.
O chefe da Prodrive, David Richards, estava ligado a compra do espólio da equipe Honda, que se retirou da Fórmula 1 após o final da temporada de 2008, e utilizá-lo como saída para a Prodrive entrar na categoria máxima do automobilismo mundial. Porém, a tentativa foi fracassou, como Ross Brawn, Nick Fry e o resto da administração da equipe compraram o espólio, tornando-se na Brawn GP.
Em 23 de abril de 2009, a Prodrive emitiu um comunicado de imprensa afirmando que estavam considerando sua entrada para a temporada de 2010, possivelmente sob a marca Aston Martin Racing. Em 29 de maio de 2009, foi relatado que ela havia apresentado um pedido formal para a temporada de 2010. Entretanto, a Prodrive não foi aceito na grid final. A Prodrive foi um dos dois potenciais compradores considerados pela Renault F1 Team para assumir a equipe antes da temporada de 2010. Em abril de 2010, a Prodrive anunciou que não se candidataria para a temporada de Fórmula 1 de 2011. A vaga havia se tornada disponível após o colapso da US F1 Team.